# Pidlisne, Derajnea
Pidlisne (în ucraineană Підлісне) este un sat în comuna Novosilka din raionul Derajnea, regiunea Hmelnîțkîi, Ucraina.

## Demografie
Componența lingvistică a localității Pidlisne
     Ucraineană (99,28%)
     Alte limbi (0,72%)
Conform recensământului din 2001, majoritatea populației localității Pidlisne era vorbitoare de ucraineană (99,28%), existând în minoritate și vorbitori de alte limbi.